# Франц Ніссль
Франц Ніссль (9 вересня 1860, Франкенталь — 11 серпня 1919, Мюнхен) — німецький невропатолог і психіатр XIX сторіччя.
Відомий своїм методом забарвлення нервових волокон (метод Ніссля), винайдений ним іще у студентські роки, та відкритою ним хроматофільною субстанцією в тілі та дендритах нейронів (хроматофільна субстанція).
Здобув відомість вивченням мозкової речовини, будови нейронів, змін глії, елементів крові та кровоносних судин. Головна заслуга Ф. Ніссля — співвідношення фактів будови та морфологічних змін із нервовою та психіатричною патологією.
Ввів люмбальну пункцію спинного мозку, винайдену Генріхом Квінке, в широке застосування в неврології, за що отримав прізвисько «Великий пунктатор» (лат. Punctator Maximus).
Наприкінці XIX сторіччя був особистим лікарем баварського короля Оттона. З 1904 року — професор Гейдельберзького університету і завідувач кафедри. У роки Першої світової війни начальник великого військового шпиталю. З 1918 року працював у Мюнхені.
Найближчий друг та співавтор Алоїза Альцгеймера.
Франць Ніссль мав почуття гумору. Дуже любив сучасну йому музику.